# Acomys cahirinus
Acomys cahirinus é uma espécie de roedor da família Muridae.
Pode ser encontrada nos seguintes países: Djibouti, Egipto, possivelmente Etiópia, Irão, Iraque, Israel, Jordânia, Líbia, Omã, Paquistão, Arábia Saudita, Sudão, Síria e Iémen.
Os seus habitats naturais são: áreas rochosas e desertos quentes.